# Kortstaartkitta
De kortstaartkitta (Cissa thalassina) is een zangvogel uit de familie van de kraaiachtigen (Corvidae). Het is een endemische vogelsoort op Java.

## Kenmerken
Tot 2011 werd de kinabalukitta (Cissa jefferyi) beschouwd als de op Borneo voorkomende ondersoort van de kortstaartkitta. Laatstgenoemde soort wordt sinds 2011 erkend als een aparte soort. Uit onderzoek bleek dat geluiden die de vogel maakte meer lijken op die van ander kittasoorten in continentaal Azië, dan die op Borneo. Verder waren er opvallende verschillen in afmetingen die wijzen op bijzondere aanpassingen aan het milieu op Java.

## Verspreiding en leefgebied
De kortstaartkitta is een endemische vogelsoort uit de tropische bossen van Java. Hij leeft er in de dichte vegetatie in de middelste en bovenste lagen van het woud. Het is een echte boombewoner die zich meestal verborgen houdt in het gebladerte.
De vogel is uiterst zeldzaam en werd volgens de publicatie uit 2011 alleen waargenomen in vier beschermde gebieden (Nationaal Park Gunung Merapi, Nationaal Park Gunung Halimun, het nationale park Pangrango rond de vulkaan Gede en het natuurreservaat Zuid-Parahyangan). In geen enkel gebied overschreed het aantal vogels (volgens schattingen) de 100 exemplaren.

## Status
De totale populatie op de wereld bestaat uit hoogstens 250 volwassen kitta's. Het leefgebied van de vogel is ernstig aangetast door ontbossingen, omzetting van bos in terrein voor agrarisch gebruik, mijnbouw en woningbouw. Daarnaast wordt de restpopulatie bedreigd door illegale vangst en handel. Om al deze redenen staat de kortstaartkitta als ernstig bedreigd (kritiek) op de Rode Lijst van de IUCN.